# 別再走
【別再走】是歌手林慧萍的第七張個人專輯，歌林唱片1985年2月12日發行。

## 專輯曲目
| 曲序 | 曲名               | 作詞   | 作曲     | 編曲   | 長度 | 備註                                           |
| 01   | 別再走             | 陳進興 | 陳進興   | 陳玉立 | 3:43 | 陳進興更名為陳品                               |
| 02   | 午夜的風裡         | 何啟宏 | 陳復明   | 陳志遠 | 3:14 |                                                |
| 03   | 該說了             | 李麗菁 | 李麗菁   | 陳玉立 | 4:05 |                                                |
| 04   | 白色小屋           | 林雨   | 翁孝良   | 陳玉立 | 4:04 |                                                |
| 05   | 別停止對我說愛     | 陳金賢 | 桑田佳祐 | 林國雄 | 3:13 | 改編自南方之星的「そんなヒロシに騙されて」     |
| 06   | 輕輕地喚你         | 陳果   |          | 陳志遠 | 3:49 | 中視『昨日夢已遠』主題曲；後更名為『愛在天涯』 |
| 07   | 今夜微雨           | 晨曦   | 陳志遠   | 陳志遠 | 4:11 |                                                |
| 08   | 讓我為自己保守秘密 | 洪光達 | 韓正皓   | 陳志遠 | 4:12 |                                                |
| 09   | 暖暖的紅領巾       | 陳進興 | 陳進興   | 陳志遠 | 3:12 | 改版更名『暖暖的黃領巾』                       |
| 10   | 愛的絕筆           | 陳雲山 | 陳雲山   | 陳志遠 | 3:51 |                                                |
| 11   | 多情的雨滴         | 陳果   |          | 陳玉立 | 2:56 |                                                |
| 12   | 脆弱的記憶         | 張尚喬 |          | 陳志遠 | 3:35 |                                                |

## 專輯版本
- 黑膠唱片
  - 1985年2月12日歌林唱片發行
- 卡帶
  - 1985年2月12日歌林唱片發行
- CD
  - 2000年10月7日歌林天龍發行